# Eichoichemus lycorius
Eichoichemus lycorius là một loài ruồi trong họ Asilidae. Eichoichemus lycorius được Walker miêu tả năm 1851. Loài này phân bố ở vùng Tân nhiệt đới.